# Geschichte im Westen
Geschichte im Westen: Zeitschrift für Landes- und Zeitgeschichte (kurz: GiW) ist eine geschichtswissenschaftliche Fachzeitschrift, die im Auftrag des Brauweiler Kreises für Landes- und Zeitgeschichte e. V. von Markus Köster in Verbindung mit Alfons Kenkmann, Sabine Mecking, Daniel Schmidt, Martin Schlemmer und Christoph Nonn herausgegeben wird.
Der erste Jahrgang wurde 1986 veröffentlicht. Die Zeitschrift erschien mit zwei Heften pro Jahr im Rheinland-Verlag (später: Rhein-Eifel-Mosel-Verlag). Seit dem Wechsel zum Klartext Verlag im Jahr 2006 wird sie jeweils als Jahresband mit einem Schwerpunktthema publiziert.
Zeitschriftenbände seit 2007:
- GiW 38 (2023), Schwerpunktthema: Energieland Nordrhein-Westfalen. Historische Entwicklungen und Perspektiven
- GiW 37 (2022), Schwerpunktthema: Seuchen als gesellschaftliche Herausforderung in landeshistorischer Perspektive
- GiW 36 (2021), Schwerpunktthema: Wasser im Westen
- GiW 35 (2020), Schwerpunktthema: Demokratie - Verfassung und Verfasstheit
- GiW 34 (2019), Schwerpunktthema: Narrative der Landeszeitgeschichte
- GiW 33 (2018), Schwerpunktthema: Der Kalte Krieg in der Region
- GiW 32 (2017), Schwerpunktthema: Migration – Kulturtransfer – Erinnerungskultur
- GiW 31 (2016), Schwerpunktthema: Rheinland, Westfalen und Preußen in der Weimarer Republik
- GiW 30 (2015), Schwerpunktthema: Europa und Region – Nordrhein-Westfalen, Belgien und die Niederlande
- GiW 29 (2014), Schwerpunktthema: Geschlecht und Region
- GiW 28 (2013), Schwerpunktthema: History sells. Stadt, Raum, Identität
- GiW 27 (2012), Schwerpunktthema: Musealisierung von Krieg in der Region
- GiW 26 (2011), Schwerpunktthema: Erfahrung – Biographie – Generation
- GiW 25 (2010), Schwerpunktthema: Mediengeschichte
- GiW 24 (2009), Schwerpunktthema: Regionale Gedenkkultur
- GiW 23 (2008), Schwerpunktthema: Wissenschaftsgeschichte in der Region
- GiW 22 (2007), Schwerpunktthema: Protest und Gewalt in der Region

Alle Zeitschriftenhefte seit 1986 sind mit Ausnahme der jüngsten drei Hefte im Zeitschriftenarchiv des Brauweiler Kreises für Landes- und Zeitgeschichte e.V. online abrufbar.

## Profil
Die Zeitschrift veröffentlicht Beiträge zur Landes- und Zeitgeschichte des nordwestdeutschen Raums im 20. und 21. Jahrhundert, wobei auch frühere Entwicklungen Berücksichtigung finden können. Einen räumlichen Schwerpunkt bildet hierbei das Gebiet des heutigen Nordrhein-Westfalen.